# خوچوو
خوچوو (به لهستانی:  Choczewo) یک روستا در لهستان است که در گمینا خوچوو واقع شده‌است. خوچوو ۱٬۳۱۰ نفر جمعیت دارد.